# Internationale Cricket-Saison 1989/90
Die internationale Cricket-Saison 1989/90 fand zwischen Oktober 1989 und März 1990 statt. Als Wintersaison wurden vorwiegend Heimspiele der Mannschaften aus Südasien, der Karibik und Ozeanien ausgetragen.

## Überblick

### Internationale Touren
| Beginn            | Heimteam    | Auswärtsteam | Resultate | Resultate | Artikel |
| Beginn            | Heimteam    | Auswärtsteam | Test      | ODI       | Artikel |
| ----------------- | ----------- | ------------ | --------- | --------- | ------- |
| 15. November 1989 | Pakistan    | Indien       | 0–0 [4]   | 2–0 [4]   | Artikel |
| 24. November 1989 | Australien  | Neuseeland   | 0–0 [1]   |           | Artikel |
| 8. Dezember 1989  | Australien  | Sri Lanka    | 1–0 [2]   |           | Artikel |
| 12. Januar 1990   | Australien  | Pakistan     | 1–0 [3]   |           | Artikel |
| 2. Februar 1990   | Neuseeland  | Indien       | 1–0 [3]   |           | Artikel |
| 24. Februar 1990  | West Indies | England      | 2–1 [4]   | 3–0 [5]   | Artikel |
| 15. März 1990     | Neuseeland  | Australien   | 1–0 [1]   |           | Artikel |

### Internationale Turniere
| Beginn            | Turnier                                | Land                         |
| ----------------- | -------------------------------------- | ---------------------------- |
| 13. Oktober 1989  | Champions Trophy 1989/90               | Vereinigte Arabische Emirate |
| 15. Oktober 1989  | MRF World Series 1989/90               | Indien                       |
| 26. Dezember 1989 | Benson & Hedges World Series 1989/90   | Australien                   |
| 1. März 1990      | Rothmans Cup Triangular Series 1989/90 | Neuseeland                   |

### Internationale Touren (Frauen)
| Beginn          | Heimteam   | Auswärtsteam | Resultate | Resultate | Artikel |
| Beginn          | Heimteam   | Auswärtsteam | WTest     | WODI      | Artikel |
| --------------- | ---------- | ------------ | --------- | --------- | ------- |
| 17. Januar 1990 | Neuseeland | Australien   | 0–1 [3]   | 1–2 [3]   | Artikel |

## Nationale Meisterschaften
Aufgeführt sind die nationalen Meisterschaften der Full Member des ICC.
| Land                         | First-Class                 | List A                                     |
| ---------------------------- | --------------------------- | ------------------------------------------ |
| Australien                   | Sheffield Shield 1989/90    | Federated Automobile Insurance Cup 1989/90 |
| Indien                       | Ranji Trophy 1989/90        |                                            |
| Duleep Trophy 1989/90        | Deodhar Trophy 1989/90      |                                            |
| Irani Cup 1989/90            |                             |                                            |
| Neuseeland                   | Shell Trophy 1989/90        | Shell Cup 1989/90                          |
| Pakistan                     | Quaid-e-Azam Trophy 1989/90 | Wills Cup 1989/90                          |
| BCCP Patron’s Trophy 1989/90 |                             |                                            |
| Sri Lanka                    | Lakspray Trophy 1989/90     | Brown’s Trophy 1989/90                     |
| Südafrika                    | Castle Cup 1989/90          | Benson and Hedges Series 1989/90           |
| UCB Bowl 1989/90             |                             |                                            |
| Howa Bowl 1989/90            |                             |                                            |
| West Indies                  | Red Stripe Cup 1989/90      | Geddes Grant Shield 1989/90                |